# Centro Storico (Catania)
Il I Municipio "Centro Storico" è una suddivisione amministrativa del comune di Catania.

## Geografia
Il municipio rappresenta tutta l'area del centro storico di Catania e comprende i seguenti quartieri o rioni:
- Agnonèlla
- Angeli Custodi
- Antico Corso - Terme dell'Ìtria
- Basilica Collegiata o Santa Maria dell'Elemosina
- Cappuccini Nuovi
- Castello Ursino
- Cava Daniele
- Chiusa del Tindaro
- Civita
- Cattedrale o Duomo di Sant'Agata - Terme Achilliane
- Fortino
- Fortino Vecchio
- Giudecca
- Gurna di Anìcito - Mausoleo Circolare
- La Cipriana
- La Mecca
- Maria Santissima Annunziata ai Carmelìni
- Monte Pidocchio
- Monte Vergine
- Murorotto o Pozzo di Gammazìta - Terme dell'Indirizzo
- Passarello
- Petriera
- Porta di Aci
- Porta di Mezzo
- Rinazzo
- San Berillo
- San Camillo ai Crociferi
- San Cosimo alle Chianche
- San Cristoforo
- San Domenico o Santa Maria la Grande
- San Francesco alla Corbisarìa - Teatro e Odeon Romani di Catania
- San Gaetano alle Grotte
- San Michele Arcangelo ai Minoriti - Quattro Canti - Piano della Sigòna
- San Giuliano
- San Nicolò l'Arena o Monastero dei Benedettini - Terme dell'Acropoli
- San Sebastiano
- Sant'Agata alle Sciare
- Sant'Agata la Vetere - Sant'Agata e San Biagio alla Carcarèlla - Anfiteatro Romano di Catania
- Sant'Anna
- Sant'Antonio di Padova
- Sant'Euplio Vecchio - Cappuccini di Santa Maria della Speranza
- Santa Caterina del Bargo/Brago
- Santa Chiara
- Santa Maria dell'Aiuto - San Giuseppe al Transito o Porta della Decima
- Santa Maria de La Salette
- Santa Teresa
- Santissima Trinità
- Santissimo Crocefisso della Buona Morte
- Santissimo Sacramento Ritrovato
- Spirito Santo
- Terme della Rotonda
- Terme di Sant'Antonio Abate
- Tondicèllo della Plaia - Faro Bìscari
- Vigna del Sardo

Confina con tutte le altre circoscrizioni cittadine, a nord con Borgo Sanzio e Picanello Ognina - Barriera Canalicchio, a ovest con Centro San Giovanni Galermo - Trappeto Cibali e Monte Po Nesima - San Leone Rapisardi, a sud con San Giorgio Librino - San Giuseppe La Rena Zia Lisa Villaggio Sant'Agata.
Le principali strade che ricadono nel territorio del I Municipio sono la parte bassa di Via Etnea, la Via Vittorio Emanuele II, la Via Giuseppe Garibaldi, la Via del Plebiscito e il Corso Sicilia. La Via del Plebiscito fino alla prima metà del XX secolo era considerata la circonvallazione interna della città, poiché in essa si racchiudeva il centro urbano più importante. Le maggiori piazze sono invece Piazza del Duomo, Piazza Giuseppe Mazzini, Piazza dell'Università, Piazza Stesicoro, Piazza Dante Alighieri, Piazza Carlo Alberto e Piazza Mario Cutelli.

## Monumenti e luoghi d'interesse
Il centro storico di Catania è caratterizzato dalla cospicua presenza di beni storico-monumentali di elevato pregio architettonico. Tra questi è possibile menzionare il Duomo che dà il nome alla piazza, il Palazzo degli Elefanti, sede del municipio, la Fontana dell'Elefante, la Porta Uzeda e le Terme Achilliane presenti nella medesima area, la Chiesa di San Nicolò l'Arena e l'ex monastero situati in Piazza Dante, l'Odeon, il Teatro romano e le Terme della Rotonda nelle immediate vicinanze, il Castello Ursino situato in Piazza Federico di Svevia (dove sono collocate anche le Terme dell'Indirizzo), la Porta Garibaldi in Piazza Palestro, l'Anfiteatro romano di Catania in Piazza Stesicoro, il Teatro Massimo Vincenzo Bellini in Piazza Vincenzo Bellini, il Pozzo di Gammazita in Via San Calogero.
Alla Civita si trova il Palazzo Biscari, di proprietà della nobile famiglia dei Paternò Castello, il più grande palazzo storico privato della città etnea. Altri palazzi nobiliari sorgono lungo la Via Etnea, la Via Vittorio Emanuele II e la Via Garibaldi. 
Nelle vicinanze del Duomo si trova uno dei quattro parchi pubblici di Catania, il Giardino Pacini.

## Società
Al 1º gennaio 2018, la popolazione residente nel I Municipio era di 56.754 unità, pari al 18% della popolazione comunale. Nello stesso periodo, la popolazione straniera residente era di 5.768 unità, pari al 10,1% del totale. Nel I Municipio è concentrato il 43% della popolazione straniera residente a Catania.

### Istituzioni, enti e associazioni
La sede istituzionale del I Municipio si trova in via Zurria, nel quartiere San Cristoforo.

## Economia
L'economia del I Municipio si fonda essenzialmente sul commercio. Sono presenti infatti due grandi mercati all'aperto: la Fera o' luni (trad. fiera del lunedì), le cui attività si svolgono ogni giorno, localizzata tra la Piazza Stesicoro e il convento del Carmine, in piazza Carlo Alberto e nelle vie e piazze circostanti; la Piscarìa, il mercato del pesce, localizzato tra Piazza Duomo e la vecchia Marina. Cospicua è la presenza di attività commerciali, in particolare Via Etnea, Via Garibaldi, Via Vittorio Emanuele e Via Plebiscito. 
Nel periodo compreso tra gli inizi del XIX secolo e la prima metà del XX, nel quartiere Angeli Custodi era localizzata la zona industriale della città etnea.

## Infrastrutture e trasporti
La maggiore opera infrastrutturale della circoscrizione è rappresentata dal porto commerciale e turistico, che si estende tra i quartieri Civita e Angeli Custodi. 
In Piazza Giovanni XXIII sono presenti due stazioni ferroviarie, la Catania Centrale della Rete Ferroviaria Italiana, e quella sotterranea, la Giovanni XXIII della Metropolitana di Catania, che dal 2016 ha il suo capolinea nella stazione Stesicoro, che si trova in Corso Sicilia, in attesa del completamento della tratta Stesicoro-Palestro, la cui apertura è prevista per il 2023, e che attraverserà perciò tutti i quartieri storici del capoluogo etneo.